# 529 v.Chr.
Het jaar 529 v.Chr. is een jaartal volgens de christelijke jaartelling.

## Gebeurtenissen

### Perzië
- Cyrus II wordt tijdens een strafexpeditie tegen de Massageten, een Scythisch nomadenvolk, gedood.
- Cyrus de Grote wordt naar Pasargadae overgebracht en bijgezet in het koninklijke mausoleum.
- Koning Cambyses II (529 - 522 v.Chr.) regeert over het Perzische Rijk. Er ontstaan opstanden in het land.
- Cambyses II verplaatst zijn residentie naar de oude Elamitische hoofdstad Susa.

## Overleden
- Cyrus II, koning van Perzië